# Toolkit
Em informática, toolkit é um conjunto de widgets, elementos básicos de uma GUI. Normalmente são implementados como uma biblioteca de rotinas ou uma plataforma para aplicativos que auxiliam numa tarefa.

## Toolkits populares

### Baixo Nível
- Integradas ao sistema operacional:
  - Windows API
  - Mac OS toolbox
- Implementadas como uma camada no topo do sistema operacional :
  - X11

### Alto Nível
- Macintosh:
  - Cocoa
  - MacApp
  - MacZoop
- Microsoft Windows:
  - Microsoft Foundation Classes
  - Windows Forms
- UNIX, usando o X11:
  - Xaw
  - Motif
  - Lesstif
- Portáveis, usando C/ C++ ou outra linguagem:
  - GTK
  - Qt
  - Tk
- Web
  - Google Web Toolkit (Converte classes em Java para Javascript, que roda em qualquer navegador. Ex: Gmail, Google Maps)
- JAVA
  - AWT
  - SWT
  - Swing